# Elecciones generales de Saba de 1979
Elecciones generales tuvieron lugar en Saba el 27 de abril de 1979. El resultado fue una victoria para el Movimiento Popular de las Islas de Barlovento, el cual ganó todos los cinco escaños en el Consejo de la Isla.

## Resultados
| Partido                                       | Votos | %     | Escaños | +/–   |
| --------------------------------------------- | ----- | ----- | ------- | ----- |
| Movimiento Popular de las Islas de Barlovento | 483   | 81,04 | 5       | +1    |
| Partido Popular de Saba                       | 113   | 18,96 | 0       | Nuevo |
| Votos en blanco/nulos                         |       |       | –       | –     |
| Total                                         | 596   | 100   | 5       | 0     |
| Electores registrados/participación           |       |       | –       | –     |
| Fuente: Johnson                               |       |       |         |       |